# L'Homme total
L'Homme total (titre original : The Whole Man) est un roman de John Brunner publié en 1964.
Dans Morwenna de Jo Walton, L'Homme total est présenté comme la source d'inspiration de Roger Zelazny pour son roman court Le Façonneur, paru en 1965, et son adaptation Le Maître des rêves, parue l'année suivante.